# Samu’el Rahbar
Samu’el Rahbar (pers. ساموئل رهبر, hebr. שמואל רהבר, Szemu’el Rahbar, ur. 1926, zm. 2012) – irański biolog i immunolog żydowskiego pochodzenia. Znany z odkrycia związku między cukrzycą a HbA1C, rodzajem hemoglobiny używanym później głównie do identyfikacji stężenia glukozy w osoczu.
Urodził się w 12 maja 1926 roku w żydowskiej rodzinie w irańskim mieście Hamadan (według innych źródeł w Teheranie). W 1953 roku otrzymał tytuł doktora medycyny na uniwersytecie w Teheranie, a w 1963 roku  na tej samej uczelni tytuł doktora ze specjalizacją w immunologii.
Od 1952 do 1960 roku pracował głównie jako lekarz w Abadanie i Teheranie. W 1959 wrócił do życia akademickiego jako słuchacz studiów podoktoranckich. Po otrzymaniu stopnia PhD został awansowany w 1963 roku na adiunkta (Assistant Professor), a potem w 1965 roku na docenta (Associate Professor) na wydziale immunologii.
W latach 1968–1969 Rahbar był naukowcem wizytującym na wydziale medycyny (Department of Medicine) koledżu Albert Einstein College of Medicine w Nowym Jorku, gdzie współpracował z Helen M. Ranney. Po powrocie do Teheranu w 1970 roku został awansowany do funkcji profesora zwyczajnego i kierownika wydziału biologii stosowanej przy szkole medycznej uniwersytetu w Teheranie.
W 1976 roku Rahbar został badaczem i profesorem diabetologii na Wydziale Cukrzycy, Endokrynologii i Metabolizmu (Department of Diabetes, Endocrinology, and Metabolism) City of Hope Medical Center w Duarte w Kalifornii.
W 2012 roku American Diabetes Association wręczyło Rahbarowi jednorazową nagrodę za osiągnięcia naukowe (National Scientific Achievement Award) za odkrycie, że HbA1c może służyć jako wskaźnik glikemiczny dla osób z cukrzycą. Nagroda została nazwana na cześć nagrodzonego Samuel Rahbar Outstanding Discovery Award.